# Tournoi de tennis de Pasadena
Le tournoi de Pasadena, (Californie, États-Unis) est un tournoi de tennis féminin organisé épisodiquement de 1910 à 1979.

## Palmarès

### Simple
| No       | Date       | Nom et lieu du tournoi                     | Catégorie | Dotation | Surface    | Vainqueure          | Finaliste       | Score         |         |
| -------- | ---------- | ------------------------------------------ | --------- | -------- | ---------- | ------------------- | --------------- | ------------- | ------- |
| 1        | 03-04-1962 | Pasadena Metropolitan Tournament, Pasadena |           | NC       | Dur (ext.) | Billie Jean Moffitt | Carole Caldwell | 6-3, 3-6, 9-7 | Tableau |
| 2        | 03-04-1963 | Pasadena Metropolitan Tournament, Pasadena |           | NC       | Dur (ext.) | Billie Jean Moffitt | Patricia Cody   | 6-2, 6-2      | Tableau |
| Ère Open |            |                                            |           |          |            |                     |                 |               |         |
| 3        | 15-01-1979 | Avon Futures of Pasadena, Pasadena         | Futures   | 25 000 $ | NC         | Sharon Walsh        | Diane Desfor    | 6-3, 6-4      | Tableau |

### Double
| No       | Date       | Nom et lieu du tournoi                    | Catégorie | Dotation | Surface    | Vainqueures                      | Finalistes                     | Score         |         |
| -------- | ---------- | ----------------------------------------- | --------- | -------- | ---------- | -------------------------------- | ------------------------------ | ------------- | ------- |
| 1        | 03-04-1962 | Pasadena Metropolitan Tournament Pasadena |           | NC       | Dur (ext.) | Carole Caldwell Linda Lou Crosby | Joan Johnson Jeri Shepherd     | 6-3, 6-2      | Tableau |
| Ère Open |            |                                           |           |          |            |                                  |                                |               |         |
| 2        | 15-01-1979 | Avon Futures of Pasadena Pasadena         | Futures   | 25 000 $ | NC         | Laura duPont Sharon Walsh        | Diane Desfor Barbara Hallquist | 3-6, 7-6, 7-5 | Tableau |